# Aeropuerto de Coto 47
Aeropuerto de Coto 47 är en flygplats i Costa Rica.   Den ligger i provinsen Puntarenas, i den sydöstra delen av landet, 190 km sydost om huvudstaden San José. Aeropuerto de Coto 47 ligger 13 meter över havet.
Terrängen runt Aeropuerto de Coto 47 är platt åt sydväst, men åt nordost är den kuperad. Runt Aeropuerto de Coto 47 är det ganska tätbefolkat, med 70 invånare per kvadratkilometer. Närmaste större samhälle är Corredor, 4,9 km nordost om Aeropuerto de Coto 47. I omgivningarna runt Aeropuerto de Coto 47 växer i huvudsak städsegrön lövskog.